# Iglesia de San Ignacio (Roma)
La iglesia de San Ignacio de Loyola (en italiano: Chiesa di Sant'Ignazio di Loyola in Campo Marzio, en latín: Ecclesia Santi Ignatii a Loyola in Campo Martio) es una iglesia barroca de Roma, construida en 1626 y dedicada a San Ignacio de Loyola, el fundador de la Compañía de Jesús.

## Breve historia
El Colegio Romano contaba con la pequeña capilla de la Anunciación (del 1562) como espacio para las celebraciones litúrgicas, con unas pinturas de los Zuccari. En el primer cuarto del siglo XVII la capilla se había quedado pequeña y la familia Ludovisi, a la que pertenecía el pontífice de ese momento, Gregorio XV, se compromete a construir una nueva. Llevará el nombre del recién canonizado Ignacio de Loyola.

### Inicio y desarrollo del proyecto
Ludovico Ludovisi, sobrino del papa Gregorio XV, se encargó del patrocinio de la nueva iglesia y de dirigir el proyecto después de la muerte del pontífice. Para ello se convoca un concurso entre los arquitectos jesuitas, para poder así economizar el proyecto. Primero se presentó el arquitecto Antonio Sasso pero después fue desbancado por el proyecto del jesuita Horazio Grassi que fue aceptado en 1627.
En 1640, con motivo del centenario de la fundación de la Compañía de Jesús, se celebra una eucaristía en una iglesia a medio construir, con un techo provisional. En el proceso de construcción de la iglesia se plantean dos problemas que hacen modificar el proyecto original de Grassi. El primero será la fachada, cuyo segundo piso se modificará y se adaptará a la altura más baja de las naves laterales, empleando para ello unas elegantes volutas. Otro grave problema que se planteó fue la construcción de la cúpula. El espacio era excesivamente amplio y la comisión de arquitectos reunida para buscar una solución, no encuentra una adecuada, ni siquiera la propuesta por Grassi, y que además se adaptase al nuevo recorte de presupuesto por parte del competente Ludovisi, que marchó a Cerdeña y al poco tiempo murió. Grassi también fallece sin darle solución. La solución más sencilla y a la vez la más genial viene de la mano de otro jesuita, Andrea Pozzo en 1685, que realiza una falsa cúpula pintada sobre tela. Terminados todos los trabajos, la iglesia es inaugurada finalmente en 1722.

## Descripción arquitectónica e iconográfica

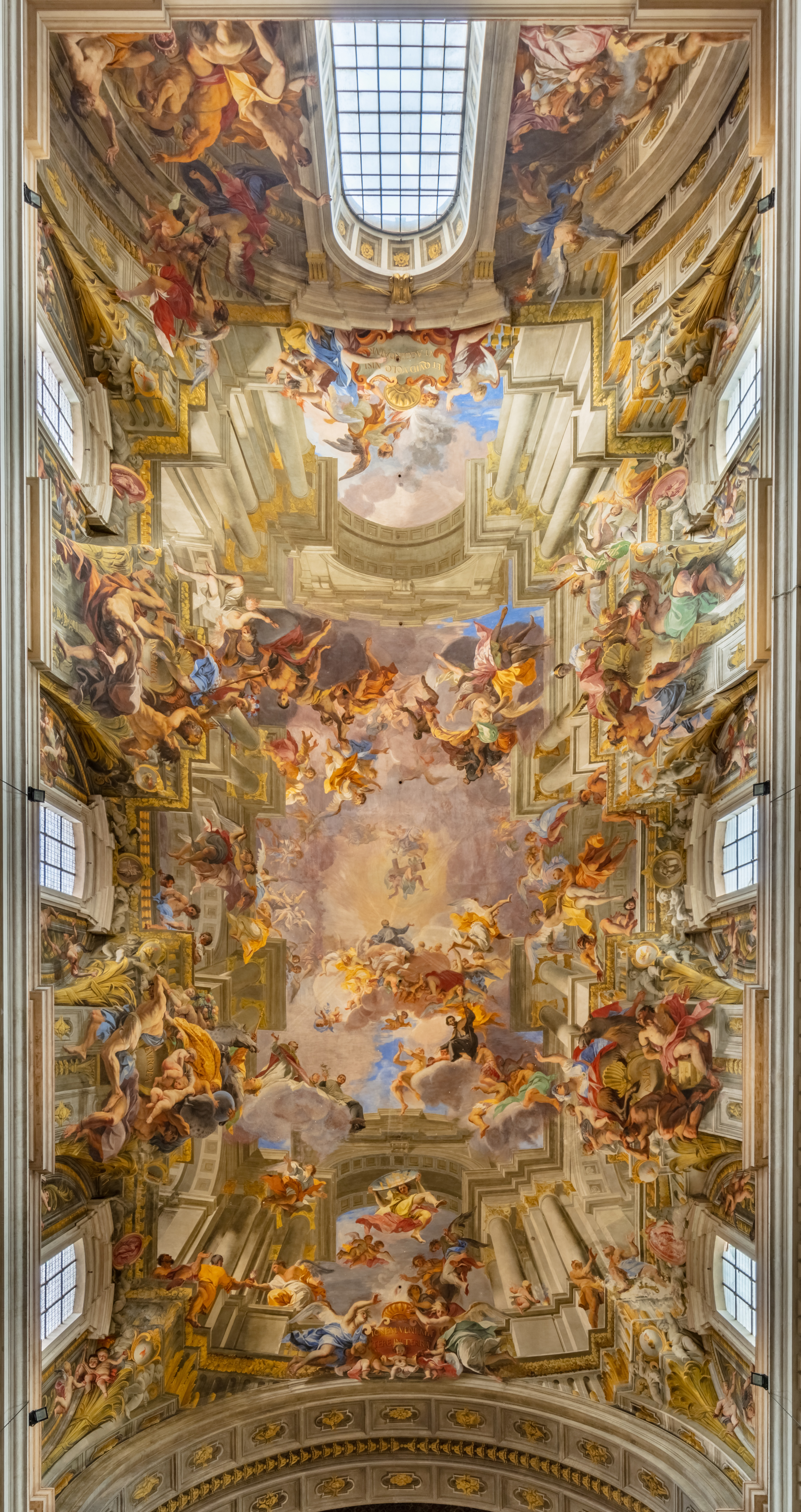
Fresco de la Apoteosis de San Ignacio o La gloria de san Ignacio, obra de Andrea Pozzo.

### General
El interior sigue el modelo de la Iglesia del Gesù: una gran sala que tiene tres capillas a cada lateral, más un crucero formando una cruz latina. Las capillas tienen todas un techo plano, a excepción de las del presbiterio que son ovales. En la contrafachada aparecen dos figuras alegóricas de la religión y la magnificencia que sujetan una inscripción en latín.

### Bóveda
La bóveda de la nave central fue realizada por Andrea Pozzo. Tiene como título: El papel de San Ignacio en la expansión del nombre de Dios por el mundo. El mismo artista describe la iconografía: Imágenes relacionadas con el fuego y la luz se repiten en toda la iglesia, ya sea en forma de antorchas o flechas de fuego, sostenidas por ángeles en los diversos frescos del templo, incluida la sacristía. La razón es que se asocia a la iconografía de Ignacio el fuego y la luz, inspirado en el texto de San Lucas capítulo 12, versículo 49: «He venido a arrojar un fuego sobre la tierra y ¡Cuánto desearía que ya hubiera prendido!» Palabras de Jesús que Ignacio y Compañía se proponen llevar a cabo.
En los cuatro extremos de la bóveda aparecen las figuras simbólicas de los cuatro continentes. Europa aparece representada como matrona sobre un caballo. En lo alto del cielo pintado, San Luis Gonzaga y San Francisco de Borja y el beato Estanislao de Kostka se dirigen hacia el cielo. La figura de Asia está sentada sobre un camello. En lo alto del cielo San Francisco Javier que conduce a las almas de los asiáticos a la Gloria. La figura de África es una mujer de facciones árabes, sentada sobre un cocodrilo y en su mano un colmillo de elefante. También sobre la mujer aparecen varios misioneros jesuitas que desempeñaron su trabajo en África. Por último la figura de América, como mujer vestida con ropajes indios y en su mano una lanza con la que hiere a uno de los gigantes, y detrás de ella un ángel blanco con una llama que simboliza la expansión de los jesuitas por América a través de las reducciones.

### Cúpula del crucero
La cúpula puede ser plenamente contemplada desde el segundo círculo amarillo que aparece en la nave central. Las pechinas fueron pintadas también por Pozzo y son figuras del Antiguo Testamento que han vencido a los enemigos del pueblo de Dios. Se trata de Giaela, Sansón, David y Judith. La cúpula parece normal vista desde un punto de la Iglesia, pero cuando uno se acerca, se nota que el agujero de la cúpula no se mueve cómo debería. Al acercarse uno se da cuenta de que la cúpula está pintada sobre una superficie plana.

### Capillas laterales, lado de la Epístola
- 1.ª Capilla de San Cristófono. Cuadro del altar: Virgen con el niño, ante los cuales se encuentran San Estanislao y San Juan Francisco Regis. El lienzo es anónimo, posterior a 1737. San Estanislao Kostka y Francesco Regis.

- 2.ª Capilla de San José. En este lugar se encontraba, antes de la construcción de la iglesia, la habitación donde murió san Luis Gonzaga. Cuando se construyó la nueva iglesia se pensó dedicarle la capilla. Pero finalmente el cuerpo de San Luis Gonzaga se pasó al transepto, y esta capilla se dedicó a la advocación de San José, el santo protector del cardenal Giuseppe Sacripante, que adquiere el nuevo patronazgo de la capilla. El arquitecto fue Incola Michetti (1675-1758), siguiendo un proyecto de Rainaldi.

La tabla central representa la muerte de San José y fue realizada por Francesco Trevisani. A la derecha, sobre el pasaje a la primera capilla, se encuentra un cuadro representando la última comunión de San Luis Gonzaga, de manos de Belarmino. De Giuseppe Chiari es el lienzo con los estigmas de Santa Lucía de Narni (conciudadana del cardenal). Los frescos de la cúpula son obra de Luigi Garzi y representan la Gloria de San José. También lo son las pinturas de las pechinas con cuatro pasajes de la vida de San José.
La capilla se abrió, inspirándose en las obras de Bernini, de modo que la luz pudiera iluminar el alma de San José.
- 3.ª Capilla de San Joaquín. La pieza del altar es una obra de Stefano Pozzi (1708-1778) donde se representa a San Joaquín que presenta a su hija en el templo. Las lunetas laterales, a su vez, presentan pasajes de la vida del santo. Actualmente en esta capilla reposan los restos de San Roberto Belarmino, que fueron trasladados aquí a principios del siglo XX. Su rostro y manos están cubiertos de plata y fue revestido con los ropajes cardenalicios.
- Crucero: Capilla de San Luis. Diseñada por Pozzo en la parte arquitectónica, mientras que la escultórica corre a cargo de Pierre Le Gros. En el centro se representa a San Luis Gonzaga en actitud de oración, rodeado por ángeles que festejan su santidad y lo coronan como tal. Bajo el altar aparecen dos ángeles: uno juega con la bola del mundo, realizada en lapislázuli, mientras que el otro porta símbolos de inocencia y de penitencia. Los dos ángeles que aparecen en la balaustrada son obra de Bernardino Ludovisi (1713-1749) con lirios en sus manos. Otras obras de la capilla: La gloria del Beato Luis según la visión de Magdalena, de Pazzi.

### Ábside
Obra de Pozzo. La pala de altar trata el llamado pasaje de La Storta. San Ignacio tenía deseos de ir a Tierra Santa pero no pudo ir al ponerse a disposición del Papa. Desconsolado, entra a orar en la capilla de La Storta, donde se le aparecen Padre e Hijo que le invitan a Ignacio a ponerse a su servicio.
A la izquierda se puede ver el envío de San Francisco Javier a la India y en la otra parte se encuentra San Francisco de Borja, recibido en la Compañía a manos de su fundador.

### Capillas laterales, lado del Evangelio
- 1.ª Capilla de San Gregorio. El retablo es obra de Fray Pierre de Lattre y representa a san Gregorio I y a san Gregorio Nacianceno, en memoria de los dos Papas que fundaron el colegio Romano (Gregorio XIII) y levantaron la iglesia (Gregorio XV).
- 2.ª Capilla de San Francisco. La tabla del altar representa a San Francisco Javier y al Beato Francisco de Borja, obra de fr. De Lattre.
- 3.ª Capilla del crucifijo. Dedicada al crucifijo (del siglo XVII) y al Sagrado Corazón de Jesús.
- Crucero: Capilla de la Anunciación. Esta capilla se dedicó a la Anunciación, para dar continuidad a la devoción que se había establecido en los inicios del Colegio Romano. En 1749 se decidió levantar un altar paralelo al de San Luis. El retablo de mármol fue realizado por Filippo Valle (1698-1770) y representa a la Virgen en oración ante la cual desciende un ángel. Las figuras sobre el tímpano simbolizan el rechazo del pecado y la gloria de María, y son obra de Pietro Bracci. Las pinturas de los lunetos son obra de Pozzo y de Ludovico Mazzanti.

Bajo el altar se colocaron los restos de san Juan Berchmans en 1865. Dos ángeles de mármol sostienen los símbolos que caracterizaron su vida: un crucifijo, un rosario, un lirio símbolo de pureza y un folio con el voto a favor de la Inmaculada Concepción.

## Galería de imágenes

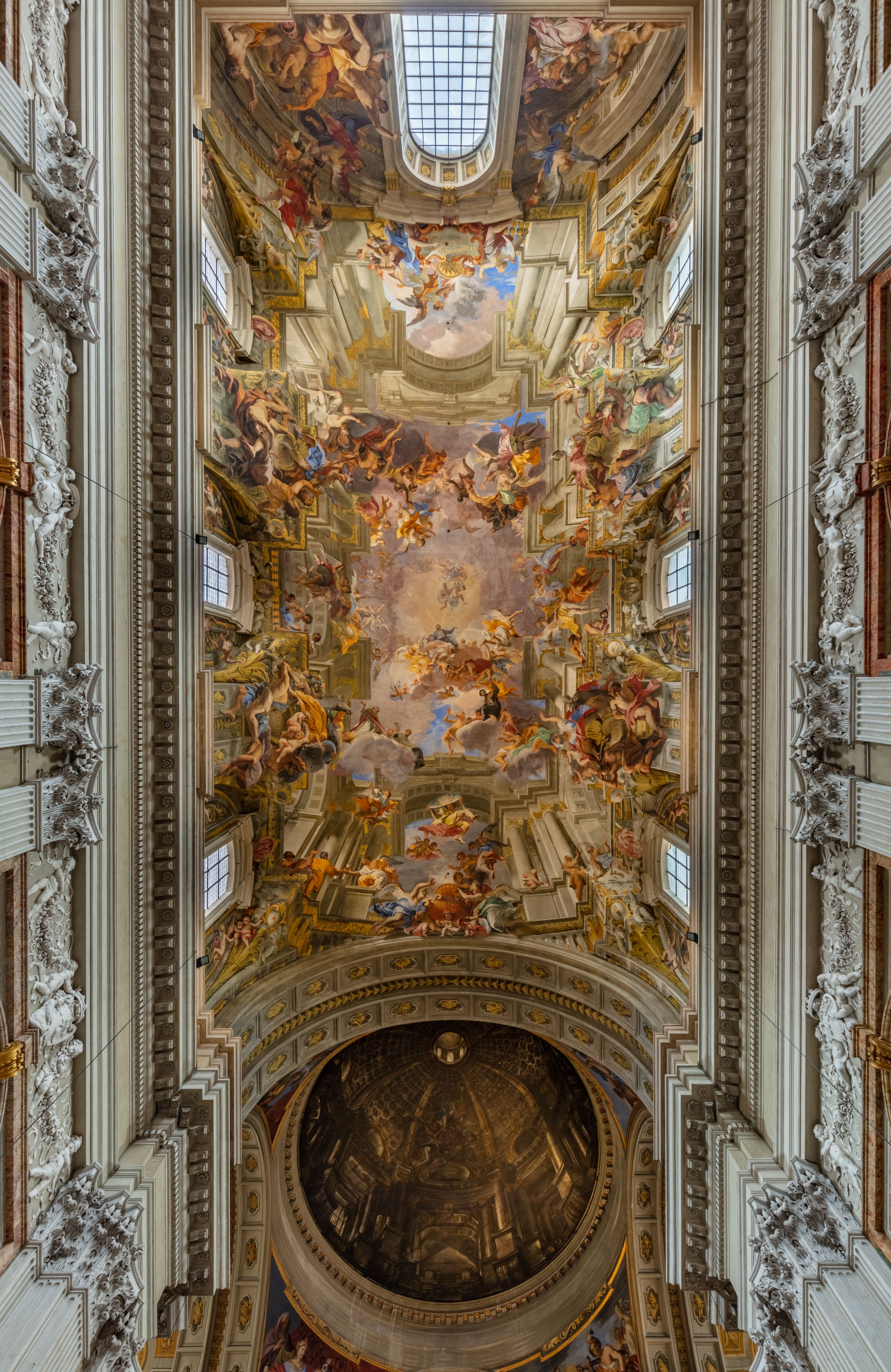
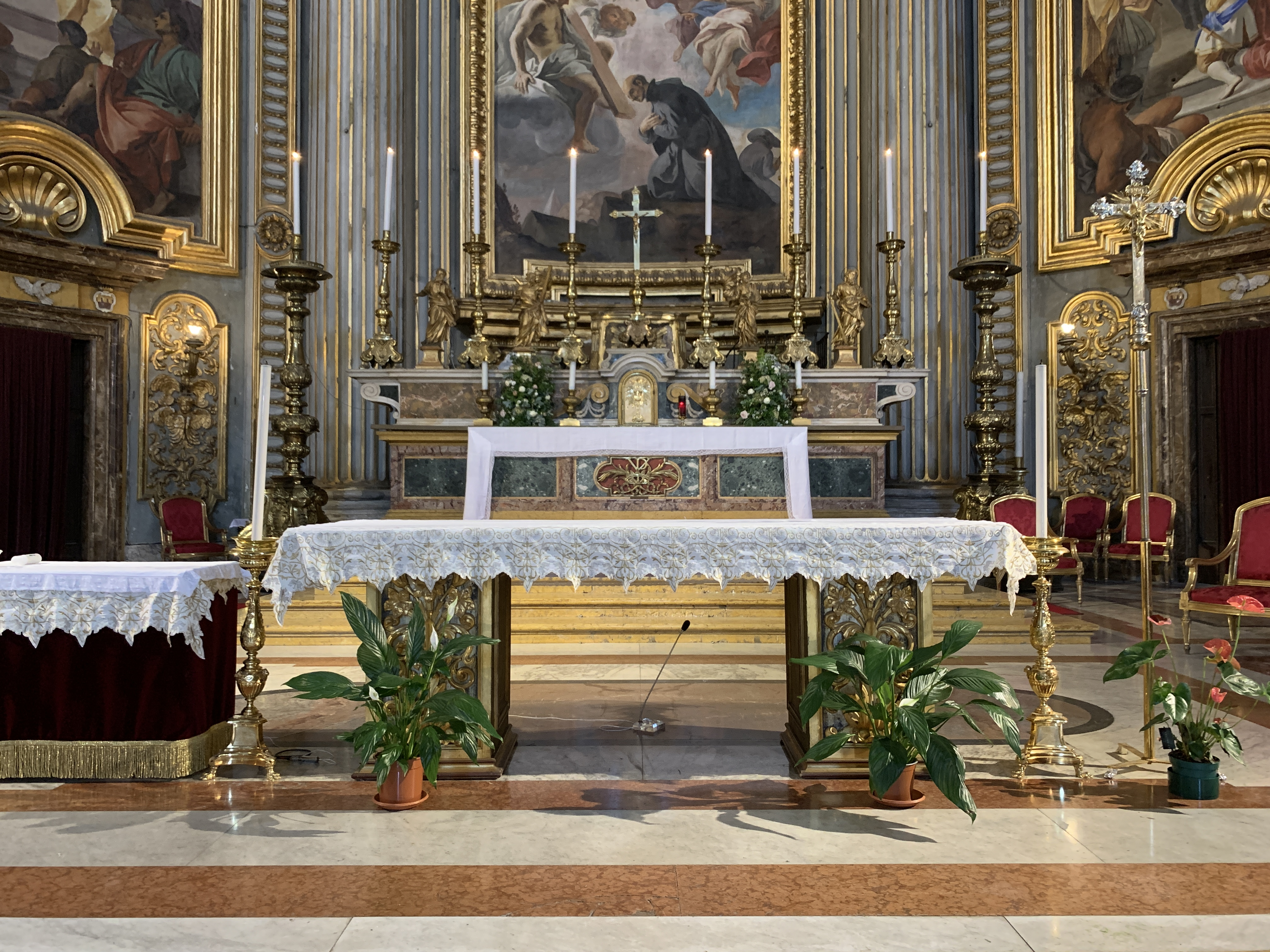
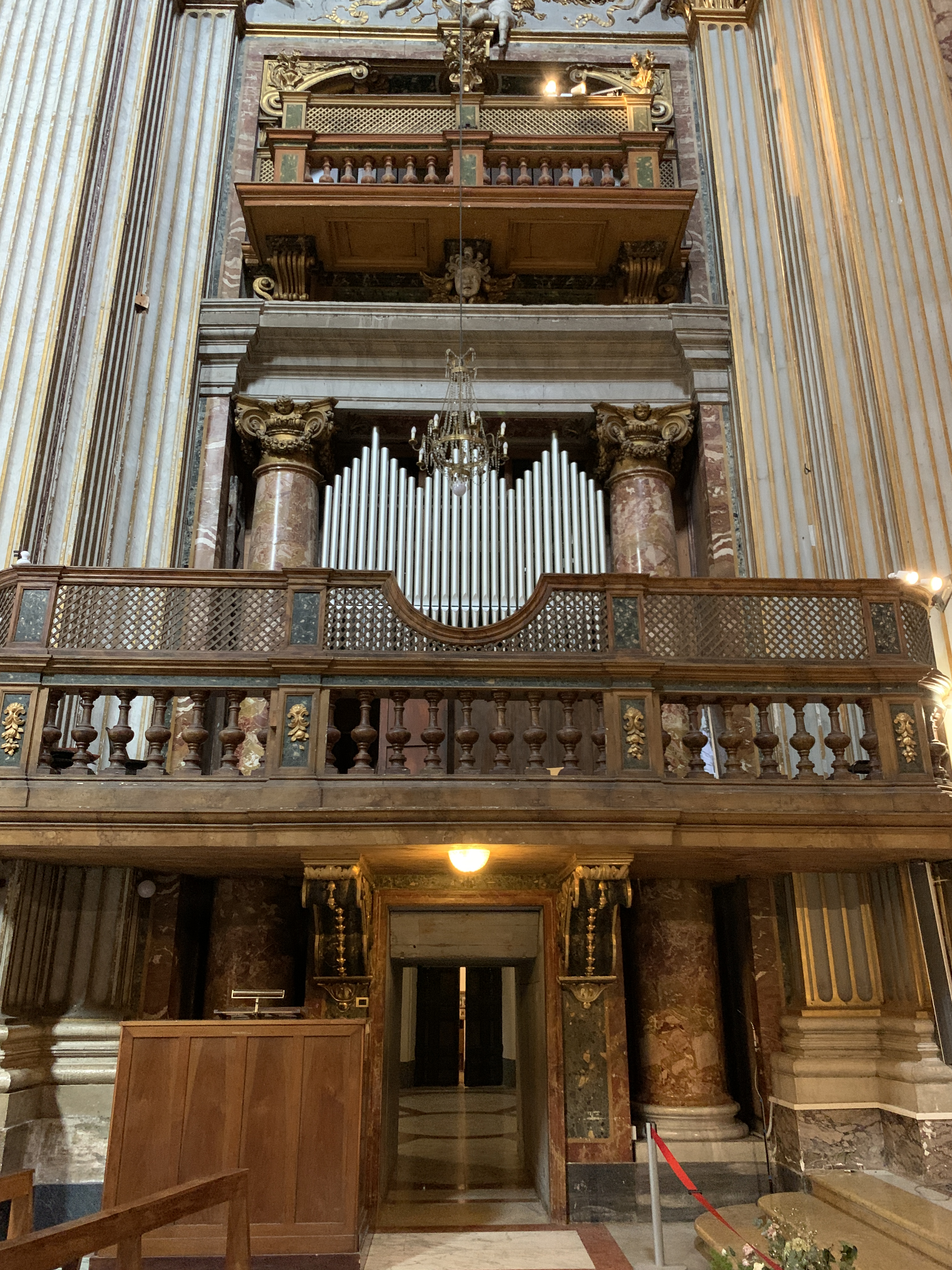
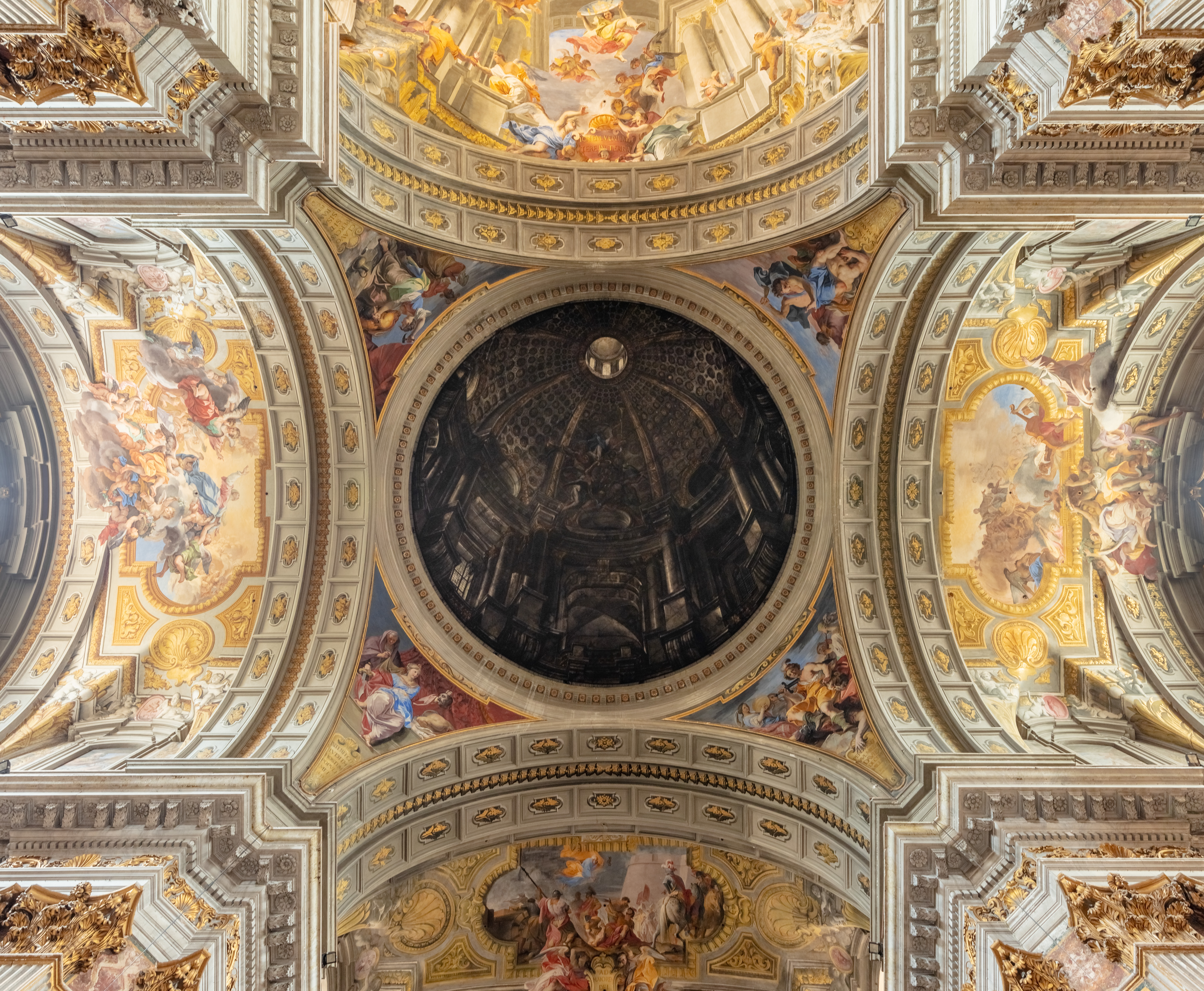
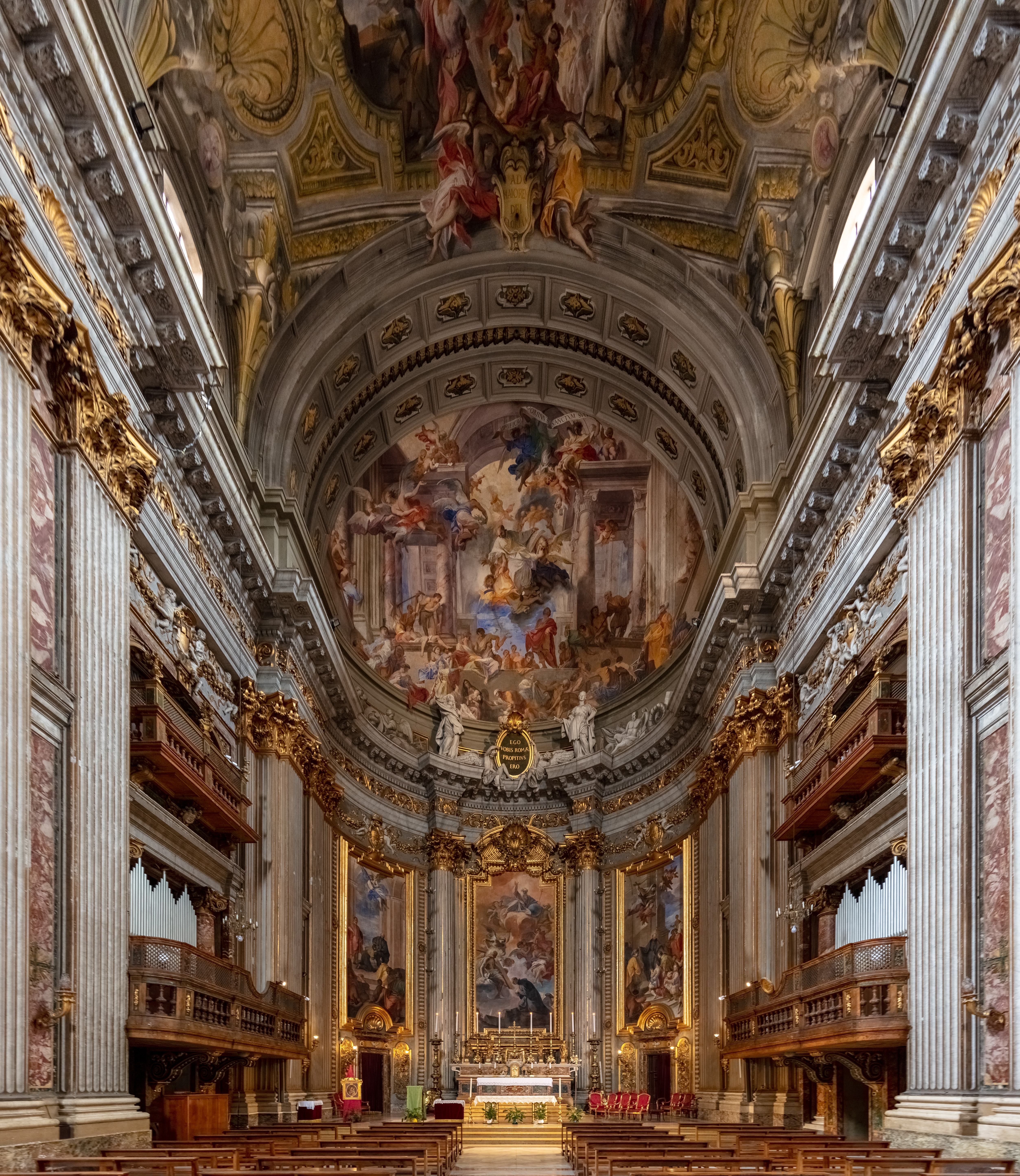